# Elke Blumauer
Elke Blumauer född 23 juli 1963 i Offenbach am Main i Västtyskland är en tysk före detta handbollsspelare.

## Karriär
Elke Blumauer debuterade i bundesliga med klubben Vfb 1900 Giessen 1981. Hennes tidigare klubbhistorik är okänd. Hon spelade två säsonger  i klubben. Nästa klubb blev SG Kleenheim där hon spelade säsongen 1983/1984. Sen spelade hon för PSV Grünweiß Frankfurt till våren 1987 alltså i tre säsonger. 1987 började hon spela för TV Lützellinde men spelade bara 12 matcher och gjorde bara 7 mål. Sen avslutade hon sin elitkarriär. Hon spelade några landskamper med Tysklands damlandslag i handboll. Elke Blumauer representerade Västtyskland vid sommar OS 1984 i Los Angeles, där Västtyskland slutade på fjärde plats.